# Адзынба, Шамиль Омарович
Шамиль Омарович Адзынба (абх. Шамиль Аӡынба; род. 21 мая 1970, Батуми, Аджарская АССР, ГССР, СССР) — абхазский политик и общественный деятель, кандидат в вице-президенты на выборах президента Абхазии (2011). Дважды: с 16 по 20 марта 2015 года и с 26 июля 2016 по 5 августа 2016 года исполнял обязанности премьер-министра Абхазии.

## Биография
Родился 21 мая 1970 года в городе Батуми, в Аджарской АССР, где в 1987 году окончил русскую среднюю школу № 25 г. Батуми.
С 1987 по 1988 годы работал рабочим РСУ химико-фармацевтического завода в г. Батуми.
С 1988 по 1990 годы проходил службу в рядах Вооруженных сил СССР, а по окончании службы в 1990 году поступил в Абхазский государственный университет на историко-юридический факультет, который окончил 1997 году по специальности «Правоведение».
В феврале 1992 года вместе с семьей переехал на постоянное место жительство в Абхазию, где в 1992—1993 годах принимал участие в войне в Абхазии в составе бронетанковых подразделений. Удостоен звания «Герой Абхазии».
С 1994 года — президент Футбольного клуба «Абазг».
В 1996 году поступил на работу на должность коммерческого директора на Сухумский мельзавод.
С 1996 по 2005 годы занимался бизнесом и развитием футбольного клуба «Абазг».
С апреля 2005 года работает заместителем председателя Госкомитета по делам молодёжи и спорту Республики Абхазия, а с сентября 2005 года в должности председателя Совета по молодёжной политике при Президенте Республики Абхазия.
На выборах президента Абхазии 26 августа 2011 года — кандидат в вице-президенты Абхазии.
С 16 по 20 марта 2015 года являлся исполняющим премьер-министра страны.
С 26 июля 2016 по 5 августа 2016 года снова исполнял обязанности премьер-министра Абхазии.

## Хобби
Спортсмен, продолжает заниматься футболом.

## Семья
Женат.